# Ворошкевич Ігор
Ігор Ворошкевич (біл. Ігар Варашкевіч) — білоруський рок-музикант, вокаліст гурту «Крама».

## Життєпис
Народився 15 серпня 1960 у місті Барановичі Брестської області.
Закінчив театрально-мистецький університет, промислово-мистецький факультет; спеціалізація — інтер'єри. У 1983-1989 роках був вокалістом гурту «Бонда». Після розпаду «Бонди» став учасником гурту «Рокіс». У 1991 році «Рокіс» був перетворений на «Краму» — у цьому колективі Ігор грає до сьогодні.
У 2008 році у мистецькій галереї Мінську «Подземка» відбулася виставка творів Ворошкевича.